# Radosław Cierzniak
Radosław Cierzniak (Szamocin, 1983. április 24. –) lengyel válogatott labdarúgó, a Legia Warszawa kapusa.

## Pályafutása

### Klubcsapatokban
Kezdetben lengyel együttesekben játszott, első profi klubja az ukrán első osztályú Voliny Luck volt, de nem kapott lehetőséget, átkerült a Karpati Lvivhez. Itt sem játszott, és visszament Lengyelországba. Az akkori másodosztályú Stomil Olsztyn klubnál szerezhette meg első játéktapasztalatát. A 2003–04-es szezonban 13 meccs után az Aluminium Koninhoz igazolt, mielőtt 2004-ben az Amica Wronkihoz szerződött, ahol már első számú kapus volt. Az Amica Wronki és a Lech Posen egyesülése után a szezon végén elhagyta a klubot, a Korona Kielce együtteséhez ment. Itt nagyon változó volt a teljesítménye, így hol 1., hol 2. számú hálóőr volt. Lengyelországban 61-szer lépett pályára a lengyel első osztályban és 74-szer a másodosztályban. A 2010–11-es szezon második felére Ciprusra igazolt az ALKI Lárnakaszhoz. Cipruson másfél év alatt 21 bajnoki mérkőzést játszott, mielőtt 2012. február 29-én aláírta a szerződést a lengyel első osztályú Cracovia klubbal a 2011–12-es szezon végéig. A 2012–13-as idénytől Skóciában, a Dundee United csapatában játszott. Itt vitathatatlanul az első számú kapus volt, és 112 bajnokin lépett pályára a skót bajnokságban. A 2015–16-os szezonra visszakerült Lengyelországba, a  Wisła Krakówhoz, ahol 1 idényre írt alá. Ezután a Legia Warszawához igazolt.

### A válogatottban
Először az U21-es válogatott játékosa volt. 2009. február 7-én a lengyel válogatottban játszott nemzetközi mérkőzést Litvánia ellen.

## Sikerei, díjai
Legia Warszawa
- Lengyel bajnok (1): 2016

## Fordítás
- Ez a szócikk részben vagy egészben  a   Radoslaw Cierzniak című német Wikipédia-szócikk ezen változatának fordításán alapul.  Az eredeti cikk szerkesztőit annak laptörténete sorolja fel. Ez a jelzés csupán a megfogalmazás eredetét és a szerzői jogokat jelzi, nem szolgál a cikkben szereplő információk forrásmegjelöléseként.